# Todorovți, Veliko Tărnovo
Todorovți (în bulgară Тодоровци) este un sat în comuna Veliko Tărnovo, regiunea Veliko Tărnovo,  Bulgaria. 

## Demografie
Componența etnică a satului Todorovți
     Nicio identificare (100%)
     Altele (0%)
La recensământul din 2011, populația satului Todorovți era de 2 locuitori. . Pentru 100% din locuitori nu este cunoscută apartenența etnică.